# Tachiyomi
Tachiyomi fue una aplicación gratuita y de código abierto para leer cómics y mangas en dispositivos Android. Fue desarrollada por Inorichi y lanzada para su descarga en 2014. El nombre Tachiyomi se deriva de las palabras japonesas tachi (立ち) y yomi (読み), que significan respectivamente "de pie" y "lectura".

## Características
Tachiyomi proporcionaba diversas funciones para la lectura de mangas y cómics. Ofrecía soporte para varias extensiones, lo que permite a los usuarios acceder a mangas de diferentes plataformas en línea. Los usuarios pueden crear bibliotecas personalizadas para organizar su colección de mangas según géneros, autores o progreso de lectura. La aplicación ofrecía diferentes modos de lectura, incluyendo una página simple, doble página y desplazamiento en formato largo. Los usuarios pueden personalizar la apariencia de la aplicación, el diseño y los controles de lectura.Tachiyomi permitía a los usuarios descargar capítulos de mangas para leerlos sin conexión. La integración con servicios de seguimiento como MyAnimeList y AniList permite a los usuarios llevar un seguimiento de su progreso de lectura y sincronizar datos entre varios dispositivos.

## Desarrollo

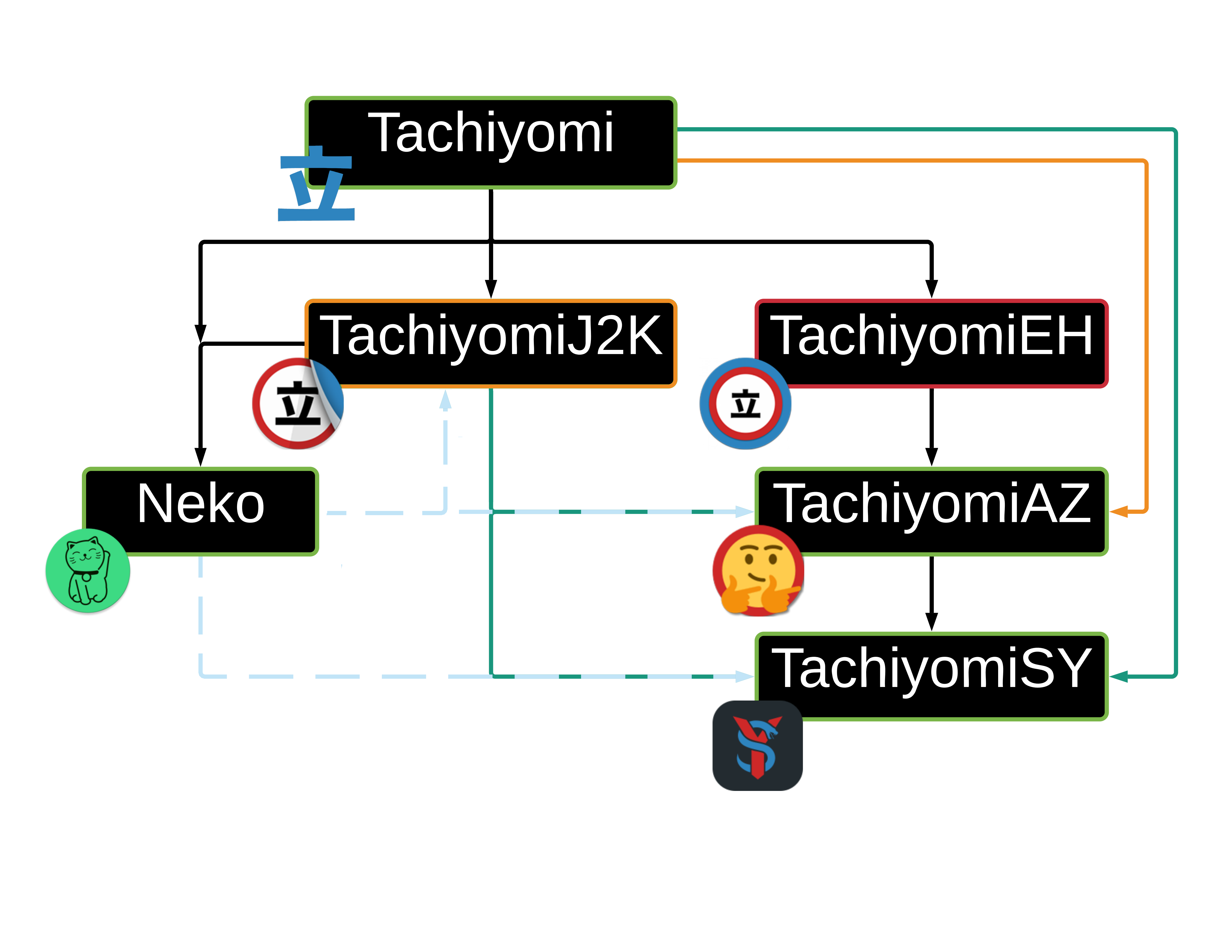
Forks de Tachiyomi

Tachiyomi fue un proyecto de código abierto alojado en GitHub, lo que permite a los desarrolladores contribuir a su desarrollo y mejora. Al ser de código abierto, Tachiyomi contaba con numerosas bifurcaciones (forks) especializadas  .

## Cese de la aplicación
En enero de 2024, los desarrolladores de Tachiyomi anunciaron que la aplicación dejará de recibir actualizacionesdebido a las recientes acusaciones de piratería de una empresa surcoreana, Kakao Entertainment Corp. Los repositorios del proyecto serán eliminados tras dejar de proveer extensiones fuente para la aplicación. Aunque existen muchas alternativas a Tachiyomi, las aplicaciones de lectura de mangas suelen tener una vida muy cortaya que pueden recibir quejas y denuncias de empresas.